# Untermeitingen
Untermeitingen este o comună aflată în districtul Augsburg, landul Bavaria, Germania.